# Antonio Quintana
Antonio Quintana (Gallipoli, 10 ottobre 1940) è un generale italiano.

## Biografia
Antonio Quintana è nato a Gallipoli nel 1940. Dopo aver studiato e conseguito il diploma di maturità classica presso il Liceo Quinto Ennio di Gallipoli, frequenta l'Accademia militare di Modena acquisendo il grado di sottotenente per poi diventare tenente; si laurea in seguito in Scienze strategiche. Nel 1974 è ammesso nella scuola di guerra di Civitavecchia in cui frequenta il corso Superiore di Stato Maggiore; nello stesso anno diviene docente di balistica. Nel corso degli anni il generale ha ottenuto diverse onorificenze e nomine. Nel 1992 funzionario nell'Ufficio Generale di capo di stato maggiore; nel 2005 viene convocato con l'incarico di ufficiale inquirente durante la guerra di Nassirjia - Iraq.

## Onorificenze

### Onorificenze italiane
- Medaglia d'argento per la lunga attività di comando
- Medaglia d'oro di lunga navigazione aerea